# Roopkund
Roopkund (localmente conhecido como Lago Mistério, Lago dos Esqueletos) é um lago glacial de alta altitude no estado de Uttarakhand, na Índia. Encontra-se no maciço de Trishul. Localizado nos Himalaias, a área ao redor do lago é desabitada e está aproximadamente a uma altitude de 5.020 metros, cercado por geleiras cobertas de rochas e montanhas cobertas de neve.
Os pesquisadores descobriram que os esqueletos de Roopkund pertencem a três grupos geneticamente distintos que foram depositados durante vários eventos, isolados no tempo por cerca de 1000 anos. Essas descobertas refutam as propostas anteriores de que os esqueletos do lago Roopkund foram depositados em um único evento catastrófico.